# A Different Kind of Truth
| Recensione    | Giudizio |
| ------------- | -------- |
| AllMusic      |          |
| Rolling Stone |          |

A Different Kind of Truth è il dodicesimo ed ultimo album in studio del gruppo musicale statunitense Van Halen, pubblicato il 7 febbraio 2012 dalla Interscope Records.
Si tratta del primo lavoro di inediti registrato dal gruppo con il cantante David Lee Roth dai tempi di 1984, nonché del primo album in studio della band dopo Van Halen III nel 1998. È inoltre il primo disco in cui suona Wolfgang van Halen, figlio di Eddie, che ha nel frattempo sostituito Michael Anthony al basso.

## Storia
Nel 2007, i Van Halen si sono riuniti con il cantante originario David Lee Roth – che aveva lasciato la band nella prima metà del 1985, all'apice della loro popolarità – per un tour nordamericano. I concerti presentavano anche il bassista Wolfgang van Halen, l'allora sedicenne figlio del chitarrista Eddie van Halen e dell'attrice Valerie Bertinelli, in sostituzione del membro storico Michael Anthony, che poco dopo formerà il supergruppo Chickenfoot con il secondo ex-cantante dei Van Halen, Sammy Hagar. Eddie era inizialmente scettico riguardo all'idea di registrare nuovo materiale con questa formazione, ma è stato successivamente convinto dell'entusiasmo di Wolfgang.
Eddie, Wolfgang e Alex van Halen si sono ritrovati per delle jam session ai 5150 Studios tre mesi dopo la conclusione del tour. Durante questo periodo, Wolfgang ha scoperto alcuni demo grezzi e inediti provenienti dagli archivi della band, che ha fatto ascoltare a Eddie e Alex convincendoli a lavorarci sopra. La prima di questa tracce, She's the Woman, è stata completata nell'agosto 2009. Si trattava di una vecchia demo risalente ai primissimi anni di carriera del gruppo. Roth ha deciso di aggregarsi al progetto dopo aver ascoltato questa canzone.
Successivamente la band ha contattato il produttore John Shanks, che ha cominciato a lavorare insieme a Wolfgang sulle demo da sviluppare in tracce. Nel gennaio 2011 i Van Halen si sono trasferiti agli Henson Recording Studios con Shanks, registrando musica per 12 ore al giorno, per cinque giorni a settimana. Le parti strumentali sono state completate in tre settimane. Roth arrivava in studio per registrare le proprie parti vocali di notte. Verso la fine del mese di marzo, la band ha fatto ritorno ai 5150 Studios per il missaggio dell'album con Ross Hogarth. Il mix finale ha richiesto sei settimane di lavoro nell'estate 2011.
Il singolo di lancio dall'album, Tattoo, è stato pubblicato il 10 gennaio 2012. Il 1º febbraio il gruppo ha presentato l'album in anteprima agli Henson Studios davanti a pochi ospiti speciali. A Different Kind of Truth è stato distribuito il 7 febbraio in edizione standard e deluxe, quest'ultima contenente un DVD bonus intitolato The Downtown Sessions, che includeva versioni acustiche di Panama, You and Your Blues e Beautiful Girls.
L'album ha debuttato direttamente al secondo posto della Billboard 200 ed è arrivato, nei primi sei mesi del 2012, a vendere 395 000 copie negli Stati Uniti. Ha inoltre debuttato in sesta posizione nel Regno Unito, regalando ai Van Halen il loro miglior risultato in classifica in questo paese; di tutti i precedenti lavori del gruppo solo Balance (1995) era riuscito a raggiungere la top 10 nel Regno Unito, in ottava posizione.

## Tracce
Testi e musiche di Van Halen/Roth.
1. Tattoo – 4:44
2. She's the Woman – 2:56
3. You And Your Blues – 3:43
4. China Town – 3:14
5. Blood & Fire – 4:26
6. Bullethead – 2:30
7. As Is – 4:47
8. Honeybabysweetiedoll – 3:46
9. The Trouble with Never – 3:59
10. Outta Space – 2:53
11. Stay Frosty – 4:07
12. Big River – 3:50
13. Beats Workin' – 5:02

### DVD bonus dell'edizione deluxe
The Downtown Sessions
1. Panama (acustica) – 5:33
2. You and Your Blues – 3:20 – Intro
3. You And Your Blues (acustica) – 3:32
4. Beautiful Girls (acustica) – 3:41

## Formazione

### Gruppo
- David Lee Roth – voce, sintetizzatore in Tattoo[10], chitarra acustica in Stay Frosty[7]
- Eddie van Halen – chitarra, tastiere, cori
- Wolfgang van Halen – basso, cori
- Alex van Halen – batteria, percussioni

### Produzione
- Van Halen – produzione, missaggio
- John Shanks – produzione
- Ross Hogarth – missaggio
- Martin Cooke – ingegneria del suono
- Paul David Hager – ingegneria del suono
- Peter Stanislaus – ingegneria del suono
- Bernie Grundman – mastering
- Smog Design – copertina

## Classifiche
| Classifica (2012)          | Posizione massima |
| -------------------------- | ----------------- |
| Australia                  | 4                 |
| Austria                    | 17                |
| Belgio (Fiandre)           | 51                |
| Belgio (Vallonia)          | 25                |
| Canada                     | 3                 |
| Danimarca                  | 8                 |
| Finlandia                  | 3                 |
| Francia                    | 29                |
| Germania                   | 8                 |
| Giappone                   | 3                 |
| Irlanda                    | 16                |
| Italia                     | 16                |
| Norvegia                   | 9                 |
| Nuova Zelanda              | 14                |
| Paesi Bassi                | 12                |
| Polonia                    | 29                |
| Regno Unito                | 6                 |
| Regno Unito (rock & metal) | 1                 |
| Repubblica Ceca            | 9                 |
| Scozia                     | 6                 |
| Spagna                     | 35                |
| Stati Uniti                | 2                 |
| Stati Uniti (digital)      | 4                 |
| Stati Uniti (hard rock)    | 1                 |
| Stati Uniti (rock)         | 1                 |
| Stati Uniti (tastemaker)   | 1                 |
| Svezia                     | 4                 |
| Svizzera                   | 6                 |
| Ungheria                   | 25                |